# Bolesław Kwiatkowski
Bolesław Jan Kwiatkowski (Varsavia, 28 luglio 1942 – Sydney, 13 febbraio 2021) è stato un cestista polacco.
Era il marito di Małgorzata Smoleńska.

## Carriera
Con la Polonia ha disputato i Giochi olimpici di Città del Messico 1968, i Campionati mondiali del 1967 e due edizioni dei Campionati europei (1967, 1969).

## Palmarès

### Squadra
- Campionato polacco: 1

AZS Varsavia: 1966-67
- Coppa di Polonia: 2

AZS Varsavia: 1958, 1971

### Individuale
- Polska Liga Koszykówki MVP: 1

AZS Varsavia: 1969-70